# 台湾瓦韦
台湾瓦韦（学名：Lepisorus papakensis）为水龙骨科瓦韦属下的一个种。

## 扩展阅读
- 維基物種上的相關：台湾瓦韦